# 马里奥·里加蒙蒂体育场
马里奥·里加蒙蒂体育场（義大利語：Stadio Mario Rigamonti） 是位于意大利布雷西亚市的一家足球场，是布雷西亚足球俱乐部。球场建于1928年，可容纳27,547名观众(改建后，目前可容纳16,308 名观众)。
体育场的名字是为了纪念原的后卫，死于1949年5月的马里奥·里加蒙蒂（Mario Rigamonti）。
45°34′14″N 10°14′13″E / 45.57056°N 10.23694°E